# Torrens University Australia
La Universidad de Torrens es una organización australiana internacional de formación profesional registrada y privada con fines de lucro, con campuses en Sídney, Melbourne, Brisbane, Adelaide, Blue Mountains, Australia, Auckland, Nueva Zelanda y Suzhou, China . Comenzó a dar clases en Torrens Building, su primer campus, ubicado en el centro de la ciudad de Adelaide. La universidad hoy cuenta con alrededor de 21,000 estudiantes matriculados.
Torrens University Australia, junto con Think Education y Media Design School, forman Torrens Global Education, que es parte de Strategic Education, Inc.

## Historia
En octubre del 2011, una solicitud por parte de Laureate Education Asia para fundar una universidad privada fue aprobada por el Gobierno de Australia Meridional. Tras la comisión, la Universidad de Torrens se convirtió en la 33.ª universidad de Australia y la primera universidad nueva en 20 años.
El gabinete de Australia Meridional dio luz verde a la nueva universidad tras las negociaciones del primer ministro Mike Rann, que tomaron lugar en Australia y en Cancún, México, con el presidente de Laureate, Douglas Becker, y el canciller Michael Mann. El canciller honorario de Laureate y el expresidente estadounidense Bill Clinton, respaldarón públicamente el proyecto australiano.
El presidente fundador y vicerrector fue Fred McDougall, ex vicerrector adjunto y vicepresidente de la Universidad de Adelaida .
La Universidad de Torrens Australia fue acreditada por la Agencia de Estándares y Calidad de la Educación Terciaria en 2012. Originalmente se esperaba que abriera sus puertas en el 2013, pero no fue hasta el año 2014. En septiembre del 2019, la Universidad de Torrens fue reacreditada por TEQSA por 5 años más, hasta septiembre del 2024.
En 2020, Strategic Education, Inc. se convirtió en el nuevo propietario de la Universidad de Torrens Australia. Esta nueva alianza creó una red global de más de 100.000 estudiantes en todo el mundo.

## Campuses
Para el año 2021, la Universidad de Torrens cuenta con diversos campuses en cinco ciudades distintas de Australia, también cuenta con uno en Nueva Zelanda y uno en China. Sumando todos los campus, hay alrededor de 21,000 estudiantes matriculados.

### Adelaida
Adelaide fue la primera ubicación de la universidad en el país, abriendo su primer campus el Torrens Building, declarado patrimonio de la humanidad, en Victoria Square/Tarndanyangga, en el CBD, en 2013.
El 3 de agosto del 2015, la universidad abrió un nuevo campus junto a la carretera en la antigua fábrica de galletas Menz Biscuits en la calle de Wakefield, y para el año 2019 Torrens Building ya no está incluido como otro campus. En Adelaide hay otro campus en la calle de Pulteney. Este campus es el centro de la Escuela Internacional de Administración Hotelera Blue Mountains en el centro del CBD de Adelaide, enfocado exclusivamente en estudiantes que estudian una Maestría en Administración Hotelera Internacional.

### Brisbane
Hay dos campus en Brisbane,: el campus de Fortitude Valley, que se encuentra junto al Storey Bridge, y que alberga una variedad de cursos y títulos en Diseño y Tecnología Creativa, Salud y Educación, y Negocios y Hospitalidad, junto con el Centro de Idiomas de la Universidad Torrens; y el campus de la calle de Gotha, que ofrece una variedad de cursos y títulos de salud.

### Melbourne
Melbourne tiene un campus ubicado en la calle Flinders, y The Practice Wellbeing Center ubicado en Fitzroy .

### Sydney y Blue Mountains
Hay tres campus en la región de Sídney: el de Ultimo y el de Surry Hills, y el de Blue Mountains en las afueras del área metropolitana de Sydney. El campus de Blue Mountains está ubicado en el suburbio de Leura, adyacente a Katoomba. El campus alberga el Centro de aprendizaje práctico de la Universidad de Torrens, el cual simula un entorno hotelero, donde los estudiantes aprenden la gestión hotelera como parte de su desarrollo práctico. El campus de Ultimo acoge a los estudiantes de Diseño y Tecnología Creativa, mientras que su campus más nuevo, el de Surry Hills, acoge a los estudiantes de todas las demás facultades, además de ser la sede del Centro de Idiomas de la Universidad de Torrens, a sólo minutos de la estación central de trenes de Sídney.

### Auckland, Nueva Zelanda
La Escuela de Diseño de Medios ofrece una variedad de cursos en diseño y tecnología creativa.

### Suzhou, China
Este campus alberga el BMIHMS de la Universidad de Torrens, Australia; operado como una empresa conjunta con el Instituto de Finanzas y Turismo de Suzhou. Este campus está muy cerca de Shanghái y ofrece capacitación en servicios de restaurante, administración de recepción, relaciones con los huéspedes y limpieza.

## Organización y academia

### Escuelas
- APM Facultad de Negocios y Comunicación: APM se estableció hace más de 25 años[20] y ofrece títulos en negocios y diplomas vocacionales, y la oportunidad de acceder a una maestría.
- Billy Blue Colegio de Diseño: El colegio Billy Blue[21] fue creado por diseñadores para diseñadores, y ofrece cursos apropiados para aspirantes a profesionales del diseño. La universidad comenzó como una revista y luego se convirtió en una agencia de diseño. Luego pasó a convertirse en una escuela y ahora, finalmente, en una universidad.
- Chifley Escuela de Negocios: durante más de dos décadas, Chifley[22] ha brindado educación empresarial en Australia e internacionalmente a través de una variedad de cursos de posgrado para aquellos que buscan seguir carreras en recursos, ingeniería y tecnología de la información.
- Escuela de Diseño de Medios - La Escuela de Diseño de Medios fue fundada para proporcionar graduados capacitados para empresas digitales y tecnológicas.
- Escuela Universitaria Real Madrid (Universidad Europea) - La Escuela Universitaria Real Madrid se puso en marcha en 2006 para formar en todas las disciplinas relacionadas con el deporte.
- Escuela Internacional de Administración Hotelera Blue Mountains (o BMIHMS): se inauguró en 1991 y se centra en la educación en gestión hotelera. En 2019 fue la número 1 en Oceanía según las clasificaciones de QS World University Hospitality y Leisure Management,[23] y la escuela de administración hotelera número 1 en Australia y Asia-Pacífico en 2020 según Kantar.[24]
- Centro de Idiomas de la Universidad de Torrens (TULC) - El Centro de Idiomas de la Universidad de Torrens[25] ofrece programas de inglés en Australia desde hace más de 20 años. Fundado en 1995, el centro ofrece cursos de inglés académico y general a estudiantes de todo el mundo.
- Facultad de Administración Hotelera William Blue: Es una universidad privada de hospitalidad, que ofrece títulos de licenciatura, títulos asociados y cursos de diploma que se especializan en turismo y administración hotelera, incluida la colocación laboral con socios de la industria.

### Institutos y centros de investigación
- El Centro de Investigación y Optimización de Inteligencia Artificial (AIRO) se centra en la investigación en dos áreas de la ciencia: Inteligencia Artificial y Optimización.[26]
- El Centro para el Cambio y la Agilidad Organizacional (COCA) abarca temas de investigación de contabilidad, finanzas, gestión de proyectos globales, suministro y valor global, liderazgo, sistemas comerciales, servicios comerciales, turismo, estrategia, gestión y comportamiento organizacional.[27]
- El Centro para Futuros Saludables (CHEF) tiene como objetivo la prevención y el tratamiento de enfermedades crónicas y la mejora del bienestar individual. Esto a través de la investigación sobre factores ambientales, de estilo de vida y económicos que afectan la salud y la calidad de vida, y con un enfoque particular en la salud y el bienestar a lo largo de la vida, esta investigación también contribuye a comprender mejor los sistemas de atención médica y desarrollar tecnologías para la salud individual y de la población.[28]
- El Centro para la Salud Pública, la Equidad y el Florecimiento Humano (PHEHF) [29] lleva a cabo investigaciones transdisciplinarias para abordar problemas de salud pública complejos y críticos de nuestro tiempo.
- El Centro para el Desarrollo Sostenible y Saludable (CHSD, por sus siglas en inglés) [30] realiza investigaciones transversales, interdisciplinarias y transdisciplinarias para abordar cuestiones políticas complejas e importantes de nuestro tiempo, que están alineadas con los Objetivos de Desarrollo Sostenible de la ONU.
- Unidad de Desarrollo de Información de Salud Pública (PHIDU) : desde su establecimiento, con fondos del gobierno australiano en 1999, la PHIDU se ha comprometido a proporcionar información sobre una amplia gama de factores de la salud y otros a lo largo de la vida. Ubicada en la Universidad de Torrens, Australia desde noviembre de 2015, el énfasis sigue estando en la publicación de estadísticas de áreas pequeñas. Desde 2008, PHIDU ha ofrecido acceso gratuito en línea a una variedad de datos para que los investigadores los consulten.[31]

### Iniciativas
El 2 de abril del 2018, la Universidad de Torrens, Australia lanzó un curso en línea gratuito llamado "Las voces del autismo"  para celebrar el Día Mundial de Concientización sobre el Autismo .
En julio del 2021, la Universidad de Torrens, Australia lanzó otro curso en línea gratuito, el curso corto Thin Ice VR. Codiseñado por el científico ambiental Tim Jarvis AM y el profesor James Calvert, que va detrás de escena de la producción de realidad virtual de "Thin Ice" para enseñar sobre las tecnologías creativas utilizadas para recrear ubicaciones antárticas en 3D realistas. En 2022, Thin Ice VR ganó varios premios, incluido el de Mejor Cortometraje de Realidad Virtual en el Festival Mundial de Cine de Cannes.
El 25 de enero del 2022, la Universidad de Torrens, Australia lanzó una serie de podcasts de 9 partes con investigadores de la Universidad de Torrens que trabajan para resolver problemas globales complejos e impulsar la innovación. El podcast se grabó en Australia y Nueva Zelanda.

## Clasificaciones
- Dentro de los 10 mejores en calidad de enseñanza[35]
- Los 10 mejores en experiencia educativa[35]
- Tiene una clasificación mundial de MBA en línea (CEO Magazine 25 ) Rankeado no.1, por tres años consecutivos
- Reconocida como una de las empresas más innovadoras de Australia, tres años consecutivos (2020 y 2021) (AFR)
- BMIHMS en Suzhou fue nombrada la escuela de hotelería más respetada de China en 2021[36]
- Reconocida por la revista CEOWORLD como una de las mejores universidades de Australia para estudiar Ingeniería de Software en 2021.
- Ocupa el 2.º lugar en empleo general para graduados internacionales de pregrado en Australia[37]
- Clasificada número 4.º en empleo a tiempo completo para graduados internacionales de pregrado
- Los posgraduados ganan un salario dentro del 20% superior en Australia.[38]
- La Escuela de Diseño de Medios ocupó el puesto n.° 1 en Nueva Zelanda y el n.° 2 en Australasia, con Billy Blue en el puesto n.° 7 en el ranking mundial de universidades 2020 de Animation Career Review.
- La Escuela de Diseño de Medios también esta clasificada como la escuela de tecnología creativa número 1 en el hemisferio sur: The Rookies 2021[39]
- Clasificada entre las 12 mejores escuelas de animación del mundo: Animation Career Review 2021[40]

## Premios y reconocimientos
- Premio ASCILITE a la Innovación 2022[41] - estudio de diseño virtual
- El profesor Seyedali Mirjalili nombrado investigador de inteligencia artificial número 1 en el mundo por The Australian Research 2023 Magazine[42]
- Premio Catalyst 2022 en la categoría Enseñanza y Aprendizaje - estudio de diseño virtual[43]
- Linda Brown, directora ejecutiva y presidenta de la Universidad de Torrens | EY Entrepreneur of the Year™ Australia 2021[44]

- MBA clasificado por la revista CEO como un MBA de nivel 1 durante 3 años seguidos (2022)[45]

## Gente notable

### Vicerrectores
- Alwyn Louw (2020-presente)[46]
- Justin Beilby (2015-2019[47] )[48]
- Fred McDougall (2012-2015)[4]

### Cancilleres
- Jim Varghese AM (2022-presente)[49]
- Michael Mann AM (2012-2021)[50]

### Presidente
- Linda Brown (2014-presente)[50]

### Personal notable
- Darren Peters
- Victoria Pendergast

### Facultad notable
- Craig Foster
- Stephanie Kelton[51]
- Sedeyali (Ali) Mirjalili[52]
- Andy Blood[53]

## Exalumnos notables

### Universidad de Torrens
- Golgol Mebrahtu, futbolista profesional[Alumni 1]
- Alex Wilkinson, futbolista profesional[Alumni 2]
- Jonathon Giles, jugador profesional de la AFL[Alumni 3]
- Oscar McInerney, jugador profesional de la AFL[Alumni 4]
- Paul Seedsman, jugador profesional de la AFL[Alumni 5]
- Daniel Menzel, jugador profesional de la AFL[Alumni 6]
- Mackenzie Arnold, futbolista profesional[Alumni 7]
- Caitlin Foord, jugadora de fútbol del Arsenal[Alumni 8]
- Reilly O'Brien, jugador profesional de la AFL[Alumni 9]
- Leah Kaslar, jugadora profesional de la AFL[Alumni 10]

### Escuela Internacional de Administración Hotelera Blue Mountains (BMIHMS)
- Scott Boyes, Senior Vicepresidente de Operaciones de Hoteles Accor[54]
- Tish Nyar, Directora de Operaciones de Hoteles TFE[55]
- Jack Widagdo, Gerente General de Six Senses Qing Cheng Mountain[56]

## Nota
1. ↑  https://www.researchgate.net/profile/Golgol-Mebrahtu
2. ↑  https://pfa.net.au/player-development/pfa-members-advance-off-field-learning-through-torrens-university-scholarships-and-education-grants/
3. ↑  https://www.linkedin.com/in/jonathan-giles-932766ba/?originalSubdomain=au
4. ↑  https://www.linkedin.com/in/oscar-mcinerney-997425162/?originalSubdomain=au
5. ↑  https://collegedunia.com/comparison/2388-torrens-university-australia-vs-2382-kaplan-business-school
6. ↑  https://www.linkedin.com/in/daniel-menzel-966286147/?originalSubdomain=au
7. ↑  https://www.torrens.edu.au/blog/matildas-caitlin-foord-and-mackenzie-arnold-on-studying-nutrition
8. ↑  https://www.torrens.edu.au/blog/matildas-caitlin-foord-and-mackenzie-arnold-on-studying-nutrition
9. ↑  https://www.torrens.edu.au/blog/afl-star-reilly-obrien-discusses-his-career-study-and-hopes-for-the-future
10. ↑  https://www.torrens.edu.au/blog/triple-threat